# 蘇不韋
苏不韦（？—172年），字公先，扶风郡平陵县（今陕西省兴平市东南）人，中国东汉官员。是苏章兄长的曾孙。
其父苏谦担任督邮，纠劾和宦官具瑗勾结的美阳县令李暠。苏谦后任官至金城郡太守，后来去职回家。当时被罢免的太守、县令不能私自入京。苏谦后来私自入京，被升任司隶校尉的李暠捕杀，苏不韦募刺客杀大司农李暠妾及小儿，又掘李暠父李阜冢墓，李暠吓得辞官回家，惶遽而终。苏不韦长年流亡在外，后遇赦还家，改葬父亲。郭林宗认为他超过了伍子胥。陈蕃、张奂连连征辟不就。汉灵帝熹平元年（172年）司隶校尉段颎征辟苏不韦为吏，苏不韦称病拒绝。段颎因此怨恨，之前与李暠关系不错，就追究前事，指使长安男子诬告苏不韦率领众多宾客劫夺财物，以此为罪名，命令从事张贤去杀苏不韦。郡守派苏不韦去迎接，苏不韦一家六十余人被捕杀。后来，段颎被阳球杀死，天下人认为是为苏家报了仇。